# Utetheisa ornatrix
Utetheisa ornatrix is een beervlinder uit de familie van de spinneruilen (Erebidae). De wetenschappelijke naam werd gepubliceerd in 1758 door Carl Linnaeus in de tiende editie van Systema naturae.